# Llista de districtes de l'Índia
L'Índia té vint-i-vuit Estats i set territoris. Segons la llista obtinguda de la pàgina web oficial mantinguda pel govern de l'Índia. hi ha un total de sis-cents vint-i-sis districtes.

## Estats
| Estats | Estats            | Estats | Estats | Estats             | Estats |
| #      | Estat             | Dist.  | #      | Estat              | Dist.  |
| ------ | ----------------- | ------ | ------ | ------------------ | ------ |
| 1      | Andhra Pradesh    | 23     | 15     | Maharashtra        | 35     |
| 2      | Arunachal Pradesh | 16     | 16     | Manipur            | 9      |
| 3      | Assam             | 27     | 17     | Meghalaya          | 7      |
| 4      | Bihar             | 38     | 18     | Mizoram            | 8      |
| 5      | Chhattisgarh      | 18     | 19     | Nagaland           | 11     |
| 6      | Goa               | 2      | 20     | Orissa             | 30     |
| 7      | Gujarat           | 25     | 21     | Panjab             | 20     |
| 8      | Haryana           | 21     | 22     | Rajasthan          | 33     |
| 9      | Himachal Pradesh  | 12     | 23     | Sikkim             | 4      |
| 10     | Jammu i Caixmir   | 15     | 24     | Tamil Nadu         | 32     |
| 11     | Jharkhand         | 24     | 25     | Tripura            | 4      |
| 12     | Karnataka         | 30     | 26     | Uttarakhand        | 13     |
| 13     | Kerala            | 14     | 27     | Uttar Pradesh      | 71     |
| 14     | Madhya Pradesh    | 50     | 28     | Bengala Occidental | 18     |

| Territoris de la Unió | Territoris de la Unió   | Territoris de la Unió | Territoris de la Unió | Territoris de la Unió | Territoris de la Unió |
| #                     | Territori               | Dist.                 | #                     | Territori             | Dist.                 |
| --------------------- | ----------------------- | --------------------- | --------------------- | --------------------- | --------------------- |
| A                     | Illes Andaman i Nicobar | 3                     | E                     | Lakshadweep           | 1                     |
| B                     | Chandigarh              | 1                     | F                     | Delhi                 | 9                     |
| C                     | Dadra i Nagar Haveli    | 1                     | G                     | Pondicherry           | 4                     |
| D                     | Daman i Diu             | 2                     |                       |                       |                       |

| Total: | 626 |
| ------ | --- |

Les taules següents mostren les dades de població de diversos estats. Les columnes que en formen part són: els codis jeràrquics de subdivisió administrativa. el nom del districte. la seu del districte. la població segons el cens de l'any 2001. la superfície en quilòmetres quadrats. i la densitat de població per quilòmetre quadrat. Alguns districtes són totalment urbans. com el de la ciutat de Mumbai. o molt petits. com el de Yanam al districte de Pondicherry que no té un lloc separat com a seu de districte. raó per la qual s'han omès en aquesta taula.

### Andhra Pradesh (AP)
| Codi | Districte     | Seu           | Població (2001) | Area (km²) | Densitat (hab. /km²) | Lloc web oficial                                               |
| HY   | Hyderabad     | Hyderabad     | 3.686.460       | 217        | 16.988               | http://hyderabad.nic.in/                                       |
| CU   | Kadapa        | Kadapa        | 2.573.481       | 15.359     | 168                  | http://kadapa.nic.in/                                          |
| KA   | Karimnagar    | Karimnagar    | 3.477.079       | 11.823     | 294                  | http://karimnagar.nic.in/                                      |
| KH   | Khammam       | Khammam       | 2.565.412       | 16.029     | 160                  | http://khammam.nic.in/                                         |
| KR   | Krishna       | Machilipatnam | 4.218.416       | 8.727      | 483                  | http://krishna.nic.in/                                         |
| KU   | Kurnool       | Kurnool       | 3.512.266       | 17.658     | 199                  | http://kurnool.nic.in/                                         |
| MA   | Mahbubnagar   | Mahbubnagar   | 3.506.876       | 18.432     | 190                  | http://mahabubnagar.nic.in/                                    |
| ME   | Medak         | Sangareddi    | 2.662.296       | 9.699      | 274                  | http://medak.nic.in/                                           |
| NA   | Nalgonda      | Nalgonda      | 3.238.449       | 14.240     | 227                  | http://nalgonda.nic.in/                                        |
| NE   | Nellore       | Nellore       | 2.659.661       | 13.076     | 203                  | http://nellore.nic.in/ Arxivat 2011-09-26 a Wayback Machine.   |
| NI   | Nizamabad     | Nizamabad     | 2.342.803       | 7.956      | 294                  | http://nizamabad.nic.in/                                       |
| PR   | Prakasam      | Ongole        | 3.054.941       | 17.626     | 173                  | http://prakasam.nic.in/                                        |
| RA   | Rangareddy    | Hyderabad     | 3.506.670       | 7.493      | 468                  | http://rangareddy.nic.in/                                      |
| SR   | Srikakulam    | Srikakulam    | 2.528.491       | 5.837      | 433                  | http://srikakulam.nic.in/                                      |
| VS   | Visakhapatnam | Visakhapatnam | 3.789.823       | 11.161     | 340                  | http://visakhapatnam.nic.in/                                   |
| VZ   | Vizianagaram  | Vizianagaram  | 2.245.103       | 6.539      | 343                  | http://vizianagaram.nic.in/                                    |
| WA   | Warangal      | Warangal      | 3.231.174       | 12.846     | 252                  | http://warangal.nic.in/ Arxivat 2011-07-26 a Wayback Machine.  |
| WG   | West Godavari | Eluru         | 3.796.144       | 7.742      | 490                  | http://wgodavari.nic.in/ Arxivat 2013-08-15 a Wayback Machine. |

### Arunachal Pradesh (AR)
| Codi | Districte       | Seu       | Població (2001) | Area (km²) | Densitat (hab. /km²) | Lloc web oficial                           |
| AJ   | Anjaw           | Hawai     | 18.428          | 3.234      | 6                    | http://lohit.nic.in/                       |
| CH   | Changlang       | Changlang | 124.994         | 4.662      | 27                   | http://changlang.nic.in/                   |
| EK   | East Kameng     | Seppa     | 57.065          | 4.134      | 14                   | http://eastkameng.nic.in/                  |
| EL   | Lohit           | Tezu      | 143.478         | 2.402      | 13                   | http://lohit.nic.in/                       |
| LB   | Lower Subansiri | Ziro      | 97.614          | 10.135     | 10                   | http://lowersubansiri.nic.in/              |
| PA   | Papum Pare      | Yupia     | 167.750         | 2.875      | 42                   | http://papumpare.nic.in/                   |
| TI   | Tirap           | Khonsa    | 100.227         | 2.362      | 42                   | http://tirap.nic.in/                       |
| UD   | Dibang Valley   | Anini     | 257.543         | 23.029     | 4                    | http://dibang.nic.in/%5BEnllaç+no+actiu%5D |
| UB   | Upper Subansiri | Daporijo  | 54.995          | 7.032      | 8                    | http://uppersubansiri.nic.in/              |
| WK   | West Kameng     | Bomdila   | 74.595          | 7.422      | 10                   | http://westkameng.nic.in/                  |

### Assam (AS)
| Codi | Districte          | Seu        | Població (2001) | Area (km²) | Densitat (hab. /km²) | Lloc web oficial                                              |
| BA   | Barpeta            | Barpeta    | 1.642.420       | 3.245      | 506                  | http://barpeta.gov.in/                                        |
| BO   | Bongaigaon         | Bongaigaon | 906.315         | 2.510      | 361                  | http://bongaigaon.gov.in/                                     |
| CA   | Cachar             | Silchar    | 1.442.141       | 3.786      | 381                  | http://cachar.gov.in/                                         |
| DA   | Darrang            | Mangaldai  | 1.503.943       | 3.481      | 432                  | http://darrang.gov.in/                                        |
| DM   | Dhemaji            | Dhemaji    | 569.468         | 3.237      | 176                  | http://dhemaji.gov.in/                                        |
| DB   | Dhubri             | Dhubri     | 1.634.589       | 2.838      | 576                  | http://dhubri.gov.in/                                         |
| DI   | Dibrugarh          | Dibrugarh  | 1.172.056       | 3.381      | 347                  | http://dibrugarh.gov.in/                                      |
| GP   | Goalpara           | Goalpara   | 822.306         | 1.824      | 451                  | http://goalpara.gov.in/                                       |
| GG   | Golaghat           | Golaghat   | 945.781         | 3.502      | 270                  | http://golaghat.gov.in/ Arxivat 2007-07-10 a Wayback Machine. |
| HA   | Hailakandi         | Hailakandi | 542.978         | 1.327      | 409                  | http://hailakandi.nic.in/                                     |
| JO   | Jorhat             | Jorhat     | 1.009.197       | 2.851      | 354                  | http://jorhat.gov.in/                                         |
| KA   | Karbi Anglong      | Diphu      | 812.320         | 10.434     | 78                   | http://karbianglong.gov.in/                                   |
| KR   | Karimganj          | Karimganj  | 1.003.678       | 1.809      | 555                  | http://karimganj.gov.in/                                      |
| KK   | Kokrajhar          | Kokrajhar  | 930.404         | 3.129      | 297                  | http://kokrajhar.gov.in/                                      |
| LA   | Lakhimpur          | Lakhimpur  | 889.325         | 2.277      | 391                  | http://lakhimpur.gov.in/                                      |
| MA   | Marigaon           | Marigaon   | 775.874         | 1.704      | 455                  | http://morigaon.nic.in/                                       |
| NG   | Nagaon             | Nagaon     | 2.315.387       | 3.831      | 604                  | http://nagaon.gov.in/ Arxivat 2021-01-27 a Wayback Machine.   |
| NL   | Nalbari            | Nalbari    | 1.138.184       | 2.257      | 504                  | http://nalbari.nic.in/                                        |
| NC   | North Cachar Hills | Haflong    | 186.189         | 4.888      | 38                   | http://nchills.gov.in/ Arxivat 2019-10-03 a Wayback Machine.  |
| SI   | Sibsagar           | Sibsagar   | 1.052.802       | 2.668      | 395                  | http://sivasagar.nic.in                                       |
| SO   | Sonitpur           | Tezpur     | 1.677.874       | 5.324      | 315                  | http://sonitpur.gov.in/                                       |
| TI   | Tinsukia           | Tinsukia   | 1.150.146       | 3.790      | 303                  | http://tinsukia.gov.in/                                       |

### Bihar (BR)
| Codi | Districte          | Seu          | Població (2001) | Area (km²) | Densitat (hab. /km²) | Lloc web oficial                                                    |
| AR   | Araria             | Araria       | 2.124.831       | 2.829      | 751                  | http://araria.bih.nic.in                                            |
| AU   | Aurangabad         | Aurangabad   | 2.004.960       | 3.303      | 607                  | http://aurangabad.bih.nic.in                                        |
| BA   | Banka              | Banka        | 1.608.778       | 3.018      | 533                  | http://banka.bih.nic.in                                             |
| BE   | Begusarai          | Begusarai    | 2.342.989       | 1.917      | 1.222                | http://begusarai.bih.nic.in                                         |
| BG   | Bhagalpur          | Bhagalpur    | 2.430.331       | 2.569      | 946                  | http://bhagalpur.bih.nic.in                                         |
| BJ   | Bhojpur            | Arrah        | 2.233.415       | 2.473      | 903                  | http://bhojpur.bih.nic.in                                           |
| BU   | Buxar              | Buxar        | 1.403.462       | 1.624      | 864                  | http://buxar.bih.nic.in                                             |
| DA   | Darbhanga          | Darbhanga    | 3.285.473       | 2.278      | 1.442                | http://darbhanga.bih.nic.in                                         |
| EC   | Purba Champaran    | Motihari     | 3.933.636       | 3.969      | 991                  | http://eastchamparan.bih.nic.in                                     |
| GA   | Gaya               | Gaya         | 3.464.983       | 4.978      | 696                  | http://gaya.bih.nic.in                                              |
| GO   | Gopalganj          | Gopalganj    | 2.149.343       | 2.033      | 1.057                | http://gopalganj.bih.nic.in                                         |
| JA   | Jamui              | Jamui        | 1.397.474       | 3.099      | 451                  | http://jamui.bih.nic.in Arxivat 2011-08-18 a Wayback Machine.       |
| JE   | Jehanabad          | Jehanabad    | 1.511.406       | 1.569      | 963                  | http://Jehanabad.bih.nic.in                                         |
| KH   | Khagaria           | Khagaria     | 1.276.677       | 1.486      | 859                  | http://khagaria.bih.nic.in                                          |
| KI   | Kishanganj         | Kishanganj   | 1.294.063       | 1.884      | 687                  | http://kishanganj.bih.nic.in                                        |
| KM   | Kaimur             | Bhabua       | 1.284.575       | 3.363      | 382                  | http://kaimur.bih.nic.in                                            |
| KT   | Katihar            | Katihar      | 2.389.533       | 3.056      | 782                  | http://katihar.bih.nic.in                                           |
| LA   | Lakhisarai         | Lakhisarai   | 801.173         | 1.229      | 652                  | http://lakhisarai.bih.nic.in                                        |
| MB   | Madhubani          | Madhubani    | 3.570.651       | 3.501      | 1.020                | http://madhubani.bih.nic.in                                         |
| MG   | Munger             | Munger       | 1.135.499       | 1.419      | 800                  | http://munger.bih.nic.in Arxivat 2015-12-19 a Wayback Machine.      |
| MP   | Madhepura          | Madhepura    | 1.524.596       | 1.787      | 853                  | http://madhepura.bih.nic.in                                         |
| MZ   | Muzaffarpur        | Muzaffarpur  | 3.743.836       | 3.173      | 1.180                | http://muzaffarpur.bih.nic.in Arxivat 2018-12-25 a Wayback Machine. |
| NL   | Nalanda            | Bihar Sharif | 2.368.327       | 2.354      | 1.006                | http://nalanda.bih.nic.in                                           |
| NW   | Nawada             | Nawada       | 1.809.425       | 2.492      | 726                  | http://nawada.bih.nic.in                                            |
| PA   | Patna              | Patna        | 4.709.851       | 3.202      | 1.471                | http://patna.bih.nic.in Arxivat 2011-02-28 a Wayback Machine.       |
| PU   | Purnia             | Purnia       | 2.540.788       | 3.228      | 787                  | http://purnia.bih.nic.in%5BEnllaç+no+actiu%5D                       |
| RO   | Rohtas             | Susaram      | 2.448.762       | 3.850      | 636                  | http://rohtas.bih.nic.in                                            |
| SH   | Saharsa            | Saharsa      | 1.506.418       | 1.702      | 885                  | http://saharsa.bih.nic.in                                           |
| SM   | Samastipur         | Samastipur   | 3.413.413       | 2.905      | 1.175                | http://samastipur.bih.nic.in                                        |
| SO   | Sheohar            | Sheohar      | 514.288         | 443        | 1.161                | http://sheohar.bih.nic.in                                           |
| SP   | Sheikhpura         | Sheikhpura   | 525.137         | 689        | 762                  | http://sheikhpura.bih.nic.in                                        |
| SR   | Saran              | Chhapra      | 3.251.474       | 2.641      | 1.231                | http://saran.bih.nic.in                                             |
| ST   | Sitamarhi          | Sitamarhi    | 2.669.887       | 2.199      | 1.214                | http://sitamarhi.bih.nic.in Arxivat 2012-02-23 a Wayback Machine.   |
| SU   | Supaul             | Supaul       | 1.745.069       | 2.410      | 724                  | http://supaul.bih.nic.in                                            |
| SW   | Siwan              | Siwan        | 2.708.840       | 2.219      | 1.221                | http://siwan.bih.nic.in                                             |
| VA   | Vaishali           | Hajipur      | 2.712.389       | 2.036      | 1.332                | http://vaishali.bih.nic.in Arxivat 2018-09-14 a Wayback Machine.    |
| WC   | Pashchim Champaran | Bettiah      | 3.043.044       | 5.229      | 582                  | http://westchamparan.bih.nic.in                                     |

### Chhattisgarh (CT)
| Codi | Districte      | Seu           | Població (2001) | Area (km²) | Densitat (hab. /km²) | Lloc web oficial                                             |
| BA   | Bastar         | Jagdalpur     | 1.302.253       | 14.968     | 87                   | http://bastar.nic.in/ Arxivat 2002-04-06 a Wayback Machine.  |
| BI   | Bilaspur       | Bilaspur      | 1.993.042       | 8.270      | 241                  | http://bilaspur.nic.in/                                      |
| DA   | Dantewada      | Dantewada     | 719.065         | 17.538     | 41                   | http://dantewada.nic.in/                                     |
| DH   | Dhamtari       | Dhamtari      | 703.569         | 3.383      | 208                  | http://dhamtari.nic.in/                                      |
| DU   | Durg           | Durg          | 2.801.757       | 8.542      | 328                  | http://durg.nic.in/                                          |
| Ja   | Jashpur        | Jashpur       | 739.780         | 5.825      | 127                  | http://jashpur.nic.in/                                       |
| JC   | Janjgir-Champa | Naila Janjgir | 1.316.140       | 3.848      | 342                  | http://janjgirchampa.nic.in/%5BEnllaç+no+actiu%5D            |
| KB   | Korba          | Korba         | 1.012.121       | 6.615      | 153                  | http://korba.nic.in/ Arxivat 2005-12-11 a Wayback Machine.   |
| KJ   | Korea          | Baikunthpur   | 585.455         | 6.578      | 89                   | http://koriya.nic.in/ Arxivat 2006-01-02 a Wayback Machine.  |
| KK   | Kanker         | Kanker        | 651.333         | 6.513      | 100                  | http://kanker.gov.in/                                        |
| KW   | Kawardha       | Kawardha      | 584.667         | 4.237      | 138                  | http://kawardha.nic.in/                                      |
| MA   | Mahasamund     | Mahasamund    | 860.176         | 4.779      | 180                  | http://mahasamund.nic.in/                                    |
| RG   | Raigarh        | Raigarh       | 1.265.084       | 7.068      | 179                  | http://raigarh.nic.in/ Arxivat 2005-03-07 a Wayback Machine. |
| RN   | Rajnandgaon    | Raj-Nandgaon  | 1.281.811       | 8.062      | 159                  | http://rajnandgaon.nic.in/                                   |
| RP   | Raipur         | Raipur        | 3.009.042       | 13.083     | 230                  | http://raipur.nic.in/                                        |
| SU   | Surguja        | Ambikapur     | 1.970.661       | 15.765     | 125                  | http://surguja.nic.in/                                       |

### Delhi (DL)
| Codi | Districte        | Seu             | Població (2001) | Area (km²) | Densitat (hab. /km²) | Lloc web oficial                                                           |
| CD   | Central Delhi    | Darya Ganj      | 644.005         | 25         | 25.759               | http://dccentral.delhigovt.nic.in/                                         |
| ED   | East Delhi       | Preet Vihar     | 1.448.770       | 440        | 3293                 | http://dceast.delhigovt.nic.in/                                            |
| ND   | New Delhi        | Connaught Place | 302.363         | 22         | 13744                | http://dcnewdelhi.delhigovt.nic.in/                                        |
| NO   | North Delhi      | Sadar Bazar     | 779.788         | 59         | 12996                | http://dcnorth.delhigovt.nic.in/                                           |
| NE   | North East Delhi | Shahdara        | 1.763.712       | 52         | 33917                | http://dcnortheast.delhigovt.nic.in/                                       |
| NW   | North West Delhi | Kanjhawala      | 785.284         | 130        | 6041                 | http://dcnorthwest.delhigovt.nic.in/                                       |
| SD   | South Delhi      | Saket           | 2.258.367       | 250        | 9033                 | http://dcsouth.delhigovt.nic.in/                                           |
| SW   | South West Delhi | Vasant Vihar    | 1.749.492       | 395        | 4430                 | http://dcsouthwest.delhigovt.nic.in/ Arxivat 2013-07-15 a Wayback Machine. |
| WD   | West Delhi       | Rajouri Garden  | 2.119.641       | 112        | 18925                | http://dcwestrev.delhigovt.nic.in/ Arxivat 2007-01-03 a Wayback Machine.   |

### Goa (GA)
| Codi | Districte | Seu    | Població (2001) | Area (km²) | Densitat (hab. /km²) | Lloc web oficial                                              |
| NG   | North Goa | Panaji | 757.407         | 1.736      | 436                  | http://northgoa.nic.in/ Arxivat 2011-12-19 a Wayback Machine. |
| SG   | South Goa | Margao | 586.591         | 1.966      | 298                  | http://southgoa.nic.in/                                       |

### Gujarat (GJ)
| Codi | Districte     | Seu           | Població (2001) | Area (km²) | Densitat (hab. /km²) | Lloc web oficial                                                           |
| AH   | Ahmedabad     | Ahmedabad     | 5.808.378       | 8.707      | 667                  | http://ahmedabad.gujarat.gov.in/ Arxivat 2004-05-10 a Wayback Machine.     |
| AM   | Amreli        | Amreli        | 1.393.295       | 6.760      | 206                  | http://amreli.gujarat.gov.in/ Arxivat 2004-03-18 a Wayback Machine.        |
| AN   | Anand         | Anand         | 1.856.712       | 2.942      | 631                  | http://anand.gujarat.gov.in/ Arxivat 2009-05-06 a Wayback Machine.         |
| BK   | Banaskantha   | Palanpur      | 2.502.843       | 12.703     | 197                  | http://banaskantha.gujarat.gov.in/ Arxivat 2009-05-20 a Wayback Machine.   |
| BR   | Bharuch       | Bharuch       | 1.370.104       | 6.524      | 210                  | http://bharuch.gujarat.gov.in/ Arxivat 2009-04-10 a Wayback Machine.       |
| BV   | Bhavnagar     | Bhavnagar     | 2.469.264       | 11.155     | 221                  | http://bhavnagar.gujarat.gov.in/ Arxivat 2009-04-27 a Wayback Machine.     |
| DA   | Dahod         | Dahod         | 1.635.374       | 3.642      | 449                  | http://dahod.gujarat.gov.in/                                               |
| DG   | Els Dangs     | Ahwa          | 186.712         | 1.764      | 106                  | http://dangs.gujarat.gov.in/                                               |
| GA   | Gandhinagar   | Gandhinagar   | 1.334.731       | 649        | 2.057                | http://gandhinagar.gujarat.gov.in/ Arxivat 2020-06-08 a Wayback Machine.   |
| JA   | Jamnagar      | Jamnagar      | 1.913.685       | 14.125     | 135                  | http://jamnagar.gujarat.gov.in/ Arxivat 2020-04-19 a Wayback Machine.      |
| JU   | Junagadh      | Junagadh      | 2.448.427       | 8.839      | 277                  | http://junagadh.gujarat.gov.in/ Arxivat 2020-06-08 a Wayback Machine.      |
| KA   | Kutch         | Bhuj          | 1.526.321       | 45.652     | 33                   | http://kutch.gujarat.gov.in/ Arxivat 2020-11-01 a Wayback Machine.         |
| KH   | Kheda         | Kheda         | 2.023.354       | 4.215      | 480                  | http://kheda.gujarat.gov.in/ Arxivat 2012-03-01 a Wayback Machine.         |
| MA   | Mehsana       | Mehsana       | 1.837.696       | 4.386      | 419                  | http://mehsana.gujarat.gov.in/ Arxivat 2020-04-20 a Wayback Machine.       |
| NR   | Narmada       | Rajpipla      | 514.083         | 2.749      | 187                  | http://narmada.gujarat.gov.in/ Arxivat 2020-10-25 a Wayback Machine.       |
| NV   | Navsari       | Navsari       | 1.229.250       | 2.211      | 556                  | http://navsari.gujarat.gov.in/                                             |
| PA   | Patan         | Patan         | 1.181.941       | 5.738      | 206                  | http://patan.gujarat.gov.in/ Arxivat 2020-06-08 a Wayback Machine.         |
| PM   | Panchmahal    | Godhra        | 2.024.883       | 5.219      | 388                  | http://panchmahals.gujarat.gov.in/ Arxivat 2009-02-04 a Wayback Machine.   |
| PO   | Porbandar     | Porbandar     | 536.854         | 2.294      | 234                  | http://porbandar.gujarat.gov.in/ Arxivat 2020-11-03 a Wayback Machine.     |
| RA   | Rajkot        | Rajkot        | 3.157.676       | 11.203     | 282                  | http://rajkot.gujarat.gov.in/ Arxivat 2020-11-01 a Wayback Machine.        |
| SK   | Sabarkantha   | Himmatnagar   | 2.083.416       | 7.390      | 282                  | http://sabarkantha.gujarat.gov.in/ Arxivat 2011-09-13 a Wayback Machine.   |
| SN   | Surendranagar | Surendranagar | 1.515.147       | 10.489     | 144                  | http://surendranagar.gujarat.gov.in/ Arxivat 2020-11-09 a Wayback Machine. |
| ST   | Surat         | Surat         | 4.996.391       | 7.657      | 653                  | http://surat.gujarat.gov.in/ Arxivat 2020-06-08 a Wayback Machine.         |
| VD   | Vadodara      | Vadodara      | 3.639.775       | 7.794      | 467                  | http://vadodara.gujarat.gov.in/ Arxivat 2020-06-08 a Wayback Machine.      |
| VL   | Valsad        | Valsad        | 1.410.680       | 3.034      | 465                  | http://valsad.gujarat.gov.in/ Arxivat 2020-06-08 a Wayback Machine.        |

### Haryana (HR)
| Codi | Districte    | Seu          | Població (2001) | Area (km²) | Densitat (hab. /km²) | Lloc web oficial                                             |
| AM   | Ambala       | Ambala       | 1.013.660       | 1.569      | 646                  | http://ambala.nic.in/ Arxivat 2007-10-12 a Wayback Machine.  |
| BH   | Bhiwani      | Bhiwani      | 1.424.554       | 5.140      | 277                  | http://bhiwani.nic.in/ Arxivat 2011-07-21 a Wayback Machine. |
| FR   | Faridabad    | Faridabad    | 2.193.276       | 2.105      | 1.042                | http://faridabad.nic.in/                                     |
| FT   | Fatehabad    | Fatehabad    | 806.158         | 2.491      | 324                  | http://fatehabad.nic.in/                                     |
| GU   | Gurgaon      | Gurgaon      | 1.657.669       | 2.760      | 601                  | http://gurgaon.nic.in/ Arxivat 2008-06-02 a Wayback Machine. |
| HI   | Hisar        | Hissar       | 1.536.417       | 3.788      | 406                  | http://hisar.nic.in/                                         |
| JH   | Jhajjar      | Jhajjar      | 887.392         | 1.868      | 475                  | http://jhajjar.nic.in/                                       |
| JI   | Jind         | Jind         | 1.189.725       | 2.736      | 435                  | http://jind.nic.in/                                          |
| KR   | Karnal       | Karnal       | 1.274.843       | 2.471      | 516                  | http://karnal.nic.in/ Arxivat 2009-04-15 a Wayback Machine.  |
| KT   | Kaithal      | Kaithal      | 945.631         | 2.799      | 338                  | http://kaithal.nic.in/                                       |
| KU   | Kurukshetra  | Kurukshetra  | 828.120         | 1.217      | 680                  | http://kurukshetra.nic.in/                                   |
| MA   | Mahendragarh | Narnaul      | 812.022         | 1.683      | 482                  | http://mahendragarh.nic.in/                                  |
| MW   | Mewat        | Nuh          | 993.000         | 1.765      | 562                  | http://mewat.nic.in/%5BEnllaç+no+actiu%5D                    |
| PK   | Panchkula    | Panchkula    | 469.210         | 816        | 575                  | http://panchkula.nic.in/                                     |
| PP   | Panipat      | Panipat      | 967.338         | 1.250      | 774                  | http://panipat.gov.in/                                       |
| RE   | Rewari       | Rewari       | 764.727         | 1.559      | 491                  | http://rewari.nic.in/ Arxivat 2007-07-03 a Wayback Machine.  |
| RO   | Rohtak       | Rohtak       | 940.036         | 1.668      | 564                  | http://rohtak.nic.in/ Arxivat 2009-02-09 a Wayback Machine.  |
| SI   | Sirsa        | Sirsa        | 1.111.012       | 4.276      | 260                  | http://sirsa.nic.in/ Arxivat 2018-04-21 a Wayback Machine.   |
| SNP  | Sonipat      | Sonipat      | 1.278.830       | 2.260      | 566                  | http://sonepat.gov.in/%5BEnllaç+no+actiu%5D                  |
| YN   | Yamuna Nagar | Yamuna Nagar | 982.369         | 1.756      | 559                  | http://yamunanagar.nic.in/                                   |
| PW   | Palwal       | Palwal       | 934.675         | 1.875      | 499                  | http://palwal.nic.in/%5BEnllaç+no+actiu%5D                   |

### Himachal Pradesh (HP)
| Codi | Districte      | Seu         | Pobloació (2001) | Area (km²) | Densitat (hab. /km²) | Lloc web oficial            |
| BI   | Bilaspur       | Bilaspur    | 340.735          | 1.167      | 292                  | http://hpbilaspur.gov.in/   |
| CH   | Chamba         | Chamba      | 460.499          | 6.528      | 71                   | http://hpchamba.nic.in/     |
| HA   | Hamirpur       | Hamirpur    | 412.009          | 1.118      | 369                  | http://hphamirpur.gov.in/   |
| KA   | Kangra         | Dharamsala  | 1.338.536        | 5.739      | 233                  | http://hpkangra.nic.in/     |
| KI   | Kinnaur        | Reckong Peo | 83.950           | 6.401      | 13                   | http://hpkinnaur.nic.in/    |
| KU   | Kullu          | Kullu       | 379.865          | 5.503      | 69                   | http://hpkullu.gov.in/      |
| LS   | Lahaul i Spiti | Keylong     | 33.224           | 13.835     | 2                    | http://hplahaulspiti.gov.in |
| MA   | Mandi          | Mandi       | 900.987          | 3.950      | 228                  | http://hpmandi.nic.in/      |
| SH   | Simla          | Shimla      | 721.745          | 5.131      | 141                  | http://hpshimla.nic.in/     |
| SI   | Sirmaur        | Nahan       | 458.351          | 2.825      | 162                  | http://hpsirmaur.gov.in/    |
| SO   | Solan          | Solan       | 499.380          | 1.936      | 258                  | http://hpsolan.gov.in/      |
| UNA  | Una            | Una         | 447.967          | 1.540      | 291                  | http://hpuna.nic.in/        |

### Jammu i Caixmir (JK)
| Codi | Districte | Seu       | Població (2001) | Area (km²) | Densitat (hab. /km²) | Lloc web oficial                                          |
| AN   | Anantnag  | Anantnag  | 1.170.013       | 3.984      | 294                  | http://anantnag.gov.in/                                   |
| BD   | Badgam    | Badgam    | 593.768         | 1.371      | 433                  | http://budgam.nic.in/                                     |
| BPR  | Bandipore | Bandipore | 1.117.891       | 3.010      | 398                  | http://bandipore.gov.in/                                  |
| BR   | Baramulla | Baramulla | 1.166.722       | 4.588      | 254                  | http://baramulla.nic.in/                                  |
| DO   | Doda      | Doda      | 690.474         | 11.691     | 59                   | http://doda.gov.in/ Arxivat 2013-05-01 a Wayback Machine. |
| JA   | Jammu     | Jammu     | 1.571.911       | 3.097      | 508                  | http://jammu.gov.in/                                      |
| KR   | Kargil    | Kargil    | 115.227         | 14.036     | 8                    | http://kargil.gov.in/                                     |
| KT   | Kathua    | Kathua    | 544.206         | 2.651      | 205                  | http://kathua.gov.in/                                     |
| KU   | Kupwara   | Kupwara   | 640.013         | 2.379      | 269                  | http://kupwara.gov.in/                                    |
| LE   | Leh       | Leh       | 117.637         | 45.110     | 1                    | http://leh.nic.in/                                        |
| PO   | Poonch    | Poonch    | 371.561         | 1.674      | 222                  | http://poonch.gov.in/                                     |
| PU   | Pulwama   | Pulwama   | 632.295         | 1.398      | 452                  | http://pulwama.gov.in/                                    |
| RA   | Rajouri   | Rajouri   | 478.595         | 2.630      | 182                  | http://rajouri.nic.in/                                    |
| SR   | Srinagar  | Srinagar  | 1.238.530       | 2.228      | 556                  | http://srinagar.nic.in/                                   |
| SR   | Samba     | Samba     | 286.730         | 913        | 314                  | http://samba.gov.in/                                      |
| UD   | Udhampur  | Udhampur  | 738.965         | 4.550      | 162                  | http://udhampur.gov.in/                                   |

### Jharkhand (JH)
| Codi | Districte           | Seu         | Població (2001) | Area (km²) | Densitat (hab. /km²) | Lloc web oficial         |
| BO   | Bokaro              | Bokaro      | 1.775.961       | 2.861      | 621                  |                          |
| CH   | Chatra              | Chatra      | 790.680         | 3.700      | 214                  |                          |
| DE   | Deoghar             | Deoghar     | 1.161.370       | 2.479      | 468                  |                          |
| DH   | Dhanbad             | Dhanbad     | 2.394.434       | 2.075      | 1.154                |                          |
| DU   | Dumka               | Dumka       | 1.754.571       | 5.518      | 318                  |                          |
| ES   | Est Singhbhum       | Jamshedpur  | 1.978.671       | 3.533      | 560                  |                          |
| GA   | Garhwa              | Garhwa      | 1.034.151       | 4.064      | 254                  |                          |
| GI   | Giridih             | Giridih     | 1.901.564       | 4.887      | 389                  |                          |
| GO   | Godda               | Godda       | 1.047.264       | 2.110      | 496                  |                          |
| GU   | Gumla               | Gumla       | 1.345.520       | 9.091      | 148                  | http://gumla.nic.in/     |
| HA   | Hazaribagh          | Hazaribagh  | 2.277.108       | 6.154      | 370                  | http://hazaribag.nic.in/ |
| KO   | Koderma             | Koderma     | 498.683         | 1.312      | 380                  |                          |
| LO   | Lohardaga           | Lohardaga   | 364.405         | 1.494      | 244                  |                          |
| PK   | Pakur               | Pakur       | 701.616         | 1.805      | 389                  | http://pakur.nic.in/     |
| PL   | Palamau             | Daltonganj  | 2.092.004       | 8.717      | 240                  | http://palamu.nic.in/    |
| RA   | Ranchi              | Ranchi      | 2.783.577       | 7.974      | 349                  |                          |
| SA   | Sahibganj           | Sahibganj   | 927.584         | 1.599      | 580                  |                          |
| SK   | Saraikela Kharsawan | Saraikela\| | 848.850         | 2.725      | 312                  |                          |
| WS   | West Singhbhum      | Chaibasa    | 2.080.265       | 9.906      | 210                  | http://chaibasa.nic.in/  |
| RM   | Ramgarh             | Ramgarh     | 8.39.482        | 1.212      | 692                  |                          |

### Karnataka (KA)
| Codi | Districte        | Seu            | Població (2001) | Area (km²) | Densitat (hab. /km²) | Lloc web oficial                                                        |
| BD   | Bidar            | Bidar          | 1.501.374       | 5.448      | 276                  | http://www.bidar.nic.in/                                                |
| BG   | Belgaum          | Belgaum        | 4.207.264       | 13.415     | 314                  | http://www.belgaum.nic.in/ Arxivat 2015-06-30 a Wayback Machine.        |
| BJ   | Bijapur          | Bijapur        | 1.808.863       | 10.517     | 172                  | http://www.bijapur.nic.in/ Arxivat 2019-05-14 a Wayback Machine.        |
| BK   | Bagalkot         | Bagalkot       | 1.652.232       | 6.583      | 251                  | http://www.bagalkot.nic.in/ Arxivat 2019-08-10 a Wayback Machine.       |
| BL   | Bellary          | Bellary        | 2.025.242       | 8.439      | 240                  | http://www.bellary.nic.in/ Arxivat 2019-08-10 a Wayback Machine.        |
| BR   | Bangalore Rural  | Bangalore      | 1.877.416       | 5.815      | 323                  | http://www.bangalorerural.nic.in/ Arxivat 2019-03-31 a Wayback Machine. |
| BN   | Bangalore Urbà   | Bangalore      | 6.523.110       | 2.190      | 2.979                | http://bangaloreurban.nic.in/ Arxivat 2007-11-16 a Wayback Machine.     |
| CJ   | Chamarajnagar    | Chamarajanagar | 964.275         | 5.102      | 189                  | http://chamrajnagar.nic.in/                                             |
| CK   | Chikmagalur      | Chikmagalur    | 1.139.104       | 7.201      | 158                  | http://chickmagalur.nic.in/                                             |
| CT   | Chitradurga      | Chitradurga    | 1.510.227       | 8.437      | 179                  | http://www.chitradurga.nic.in/ Arxivat 2019-03-15 a Wayback Machine.    |
| DA   | Davanagere       | Davanagere     | 1.789.693       | 5.926      | 302                  |                                                                         |
| DH   | Dharwad          | Dharwad        | 1.603.794       | 4.265      | 376                  | http://www.dharwad.nic.in/                                              |
| DK   | Dakshina Kannada | Mangalore      | 1.896.403       | 4.559      | 416                  | http://www.dk.nic.in/ Arxivat 2019-03-15 a Wayback Machine.             |
| GA   | Gadag            | Gadag          | 971.955         | 4.651      | 209                  | http://gadag.nic.in/ Arxivat 2009-04-09 a Wayback Machine.              |
| GU   | Gulbarga         | Gulbarga       | 3.124.858       | 16.224     | 193                  | http://www.gulbarga.nic.in/ Arxivat 2019-09-10 a Wayback Machine.       |
| HS   | Hassan           | Hassan         | 1.721.319       | 6.814      | 253                  | http://www.hassan.nic.in/                                               |
| HV   | Haveri           | Haveri         | 1.437.860       | 4.825      | 298                  | http://haveri.nic.in/                                                   |
| KD   | Kodagu           | Madikeri       | 545.322         | 4.102      | 133                  | http://www.kodagu.nic.in/ Arxivat 2019-03-15 a Wayback Machine.         |
| KL   | Kolar            | Kolar          | 2.523.406       | 8.223      | 307                  | http://kolar.nic.in/                                                    |
| KP   | Koppal           | Koppal         | 1.193.496       | 7.190      | 166                  | http://www.koppal.nic.in/                                               |
| MA   | Mandya           | Mandya         | 1.761.718       | 4.961      | 355                  | http://www.mandya.nic.in/ Arxivat 2019-03-12 a Wayback Machine.         |
| MY   | Mysore           | Mysore         | 2.624.911       | 6.854      | 383                  | http://www.mysore.nic.in/ Arxivat 2019-08-10 a Wayback Machine.         |
| RA   | Raichur          | Raichur        | 1.648.212       | 6.839      | 241                  | http://www.raichur.nic.in/                                              |
| SH   | Shimoga          | Shimoga        | 1.639.595       | 8.495      | 193                  | http://www.shimoga.nic.in/ Arxivat 2012-05-13 a Wayback Machine.        |
| TU   | Tumkur           | Tumkur         | 2.579.516       | 10.598     | 243                  |                                                                         |
| UD   | Udupi            | Udupi          | 1.109.494       | 3.879      | 286                  |                                                                         |
| UK   | Uttara Kannada   | Karwar         | 1.353.299       | 10.291     | 132                  | http://uttarakannada.nic.in/                                            |
| RM   | Ramanagara       | Ramanagara     | 79.365          |            |                      |                                                                         |
| CK   | Chikballapur     | Chikballapur   | 54.938          |            |                      |                                                                         |
| YG   | Yadagiri         | Yadagiri       |                 |            |                      |                                                                         |

### Kerala (KL)
| Codi | Districte          | Seu                | Població (2001) | Area (km²) | Densitat (hab. /km²) | Lloc web oficial         |
| AL   | Alappuzha          | Alappuzha          | 2.105.349       | 1.414      | 1.489                |                          |
| ER   | Ernakulam          | Kakkanad           | 3.098.378       | 2.951      | 1.050                | http://ernakulam.nic.in/ |
| ID   | Idukki             | Painavu            | 1.128.605       | 4.479      | 252                  |                          |
| KL   | Kollam             | Kollam             | 2.584.118       | 2.498      | 1.034                | http://kollam.nic.in/    |
| KN   | Kannur             | Kannur             | 2.412.365       | 2.966      | 813                  |                          |
| KS   | Kasaragod          | Kasaragod          | 1.203.342       | 1.992      | 604                  |                          |
| KT   | Kottayam           | Kottayam           | 1.952.901       | 2.203      | 886                  |                          |
| KZ   | Kozhikode          | Kozhikode          | 2.878.498       | 2.345      | 1.228                |                          |
| MA   | Malappuram         | Malappuram         | 3.629.640       | 3.550      | 1.022                |                          |
| PL   | Palakkad           | Palakkad           | 2.617.072       | 4.480      | 584                  |                          |
| PT   | Pathanamthitta     | Pathanamthitta     | 1.231.577       | 2.462      | 500                  |                          |
| TS   | Thrissur           | Thrissur           | 2.975.440       | 3.032      | 981                  |                          |
| TV   | Thiruvananthapuram | Thiruvananthapuram | 3.234.707       | 2.192      | 1.476                |                          |
| WA   | Wayanad            | Kalpetta           | 786.627         | 2.131      | 369                  | http://wayanad.nic.in/   |

### Madhya Pradesh (MP)
| Codi | Districte             | Seu         | Població (2001) | Area (km²) | Densitat (hab. /km²) | Lloc web oficial                                                |
| AL   | Alirajpur             | Alirajpur   |                 |            |                      | http://alirajpur.nic.in/                                        |
| AP   | Anuppur               | Anuppur     | 6.67.155        | 3.701      | 180                  | http://anuppur.nic.in/                                          |
| AS   | Ashok Nagar           | Ashok Nagar | 6.88.940        | 4.673.94   | 147                  | http://ashoknagar.nic.in/                                       |
| BL   | Balaghat              | Balaghat    | 1.445.760       | 9.229      | 157                  | http://balaghat.nic.in/                                         |
| BR   | Barwani               | Barwani     | 1.081.039       | 5.432      | 199                  | http://barwani.nic.in/                                          |
| BE   | Betul                 | Betul       | 1.394.421       | 10.043     | 139                  | http://betul.nic.in/                                            |
| BD   | Bhind                 | Bhind       | 1.426.951       | 4.459      | 320                  | http://bhind.nic.in/                                            |
| BP   | Bhopal                | Bhopal      | 1.836.784       | 2.772      | 663                  | http://bhopal.nic.in/                                           |
| BU   | Burhanpur             | Burhanpur   |                 |            |                      | http://burhanpur.nic.in/                                        |
| CT   | Chhatarpur            | Chhatarpur  | 1.474.633       | 8.687      | 170                  | http://chhatarpur.nic.in/                                       |
| CN   | Chhindwara            | Chhindwara  | 1.848.882       | 11.815     | 156                  | http://chhindwara.nic.in/                                       |
| DM   | Damoh                 | Damoh       | 1.081.909       | 7.306      | 148                  | http://damoh.nic.in/                                            |
| DT   | Datia                 | Datia       | 627.818         | 2.694      | 233                  | http://datia.nic.in/                                            |
| DE   | Dewas                 | Dewas       | 1.306.617       | 7.020      | 186                  | http://dewas.nic.in/                                            |
| DH   | Dhar                  | Dhar        | 1.740.577       | 8.153      | 213                  | http://dhar.nic.in/                                             |
| DI   | Dindori               | Dindori     | 579.312         | 7.427      | 78                   | http://dindori.nic.in/                                          |
| GU   | Guna                  | Guna        | 976.596         | 6.485      |                      | http://guna.nic.in/                                             |
| GW   | Gwalior               | Gwalior     | 1.629.881       | 5.465      | 298                  | http://gwalior.nic.in/                                          |
| HA   | Harda                 | Harda       | 474.174         | 3.339      | 142                  | http://harda.nic.in/                                            |
| HO   | Hoshangabad           | Hoshangabad | 1.085.011       | 6.698      | 162                  | http://hoshangabad.nic.in/                                      |
| IN   | Indore                | Indore      | 4.585.321       | 3.898      | 663                  | http://www.indore.nic.in/ Arxivat 2019-07-24 a Wayback Machine. |
| JA   | Jabalpur              | Jabalpur    | 2.167.469       | 5.210      | 416                  | http://jabalpur.nic.in/                                         |
| JH   | Jhabua                | Jhabua      | 1.396.677       | 6.782      | 206                  | http://jhabua.nic.in/                                           |
| KA   | Katni                 | Katni       | 1.063.689       | 4.947      | 215                  | http://katni.nic.in/                                            |
| EN   | Khandwa (East Nimar)  | Khandwa     | 1.708.170       | 10.779     | 158                  | http://khandwa.nic.in/                                          |
| WN   | Khargone (West Nimar) | Khargone    | 1.529.954       | 8.010      | 191                  | http://khargone.nic.in/                                         |
| ML   | Mandla                | Mandla      | 893.908         | 5.805      | 154                  | http://mandla.nic.in/                                           |
| MS   | Mandsaur              | Mandsaur    | 1.183.369       | 5.530      | 214                  | http://mandsaur.nic.in/                                         |
| MO   | Morena                | Morena      | 1.587.264       | 4.991      | 318                  | http://morena.nic.in/                                           |
| NA   | Narsinghpur           | Narsinghpur | 957.399         | 5.133      | 187                  | http://narsinghpur.nic.in/                                      |
| NE   | Neemuch               | Neemuch     | 725.457         | 4.267      | 170                  | http://neemuch.nic.in/                                          |
| PA   | Panna                 | Panna       | 854.235         | 7.135      | 120                  | http://panna.nic.in/                                            |
| RE   | Rewa                  | Rewa        | 1.972.333       | 6.314      | 312                  | http://rewa.nic.in/                                             |
| RG   | Rajgarh               | Rajgarh     | 1.253.246       | 6.143      | 204                  | http://rajgarh.nic.in/                                          |
| RL   | Ratlam                | Ratlam      | 1.214.536       | 4.861      | 250                  | http://ratlam.nic.in/                                           |
| RS   | Raisen                | Raisen      | 1.120.159       | 8.466      | 132                  | http://raisen.nic.in/                                           |
| SG   | Sagar                 | Sagar       | 2.021.783       | 10.252     | 197                  | http://sagar.nic.in/                                            |
| ST   | Satna                 | Satna       | 1.868.648       | 7.502      | 249                  | http://satna.nic.in/                                            |
| SR   | Sehore                | Sehore      | 10.78.769       | 6.578      | 164                  | http://sehore.nic.in/                                           |
| SO   | Seoni                 | Seoni       | 1.165.893       | 8.758      | 133                  | http://seoni.nic.in/                                            |
| SH   | Shahdol               | Shahdol     | 1.572.748       | 9.954      | 158                  | http://shahdol.nic.in/                                          |
| SJ   | Shajapur              | Shajapur    | 1.290.230       | 6.196      | 208                  | http://shajapur.nic.in/                                         |
| SP   | Sheopur               | Sheopur     | 559.715         | 6.585      | 85                   | http://sheopur.nic.in/                                          |
| SV   | Shivpuri              | Shivpuri    | 1.440.666       | 10.290     | 140                  | http://shivpuri.nic.in/                                         |
| SI   | Sidhi                 | Sidhi       | 1.830.553       | 10.520     | 174                  | http://sidhi.nic.in/                                            |
| SN   | Singrauli             | Singrauli   | 920.169         | 5.672      | 162                  | http://singrauli.nic.in/                                        |
| TI   | Tikamgarh             | Tikamgarh   | 1.203.160       | 5.055      | 238                  | http://tikamgarh.nic.in/                                        |
| UJ   | Ujjain                | Ujjain      | 1.709.885       | 6.091      | 281                  | http://ujjain.nic.in/                                           |
| UM   | Umaria                | Umaria      | 515.851         | 4.062      | 127                  | http://umaria.nic.in/                                           |
| VI   | Vidisha               | Vidisha     | 1.214.759       | 7.362      | 165                  | http://vidisha.nic.in/                                          |

### Maharashtra (MH)
| Codi | Districte      | Seu        | Població (2001) | Area (km²) | Densitat (hab. /km²) | Lloc web oficial                                            |
| AH   | Ahmednagar     | Ahmednagar | 4.088.077       | 17.048     | 240                  | http://ahmednagar.gov.in/                                   |
| AK   | Akola          | Akola      | 1.629.305       | 5.429      | 300                  | http://akola.nic.in/                                        |
| AM   | Amrawati       | Amravati   | 2.606.063       | 12.235     | 213                  | http://amravati.nic.in/                                     |
| AU   | Aurangabad     | Aurangabad | 2.920.548       | 10.107     | 289                  | http://aurangabad.nic.in/                                   |
| BH   | Bhandara       | Bhandara   | 1.135.835       | 3.890      | 292                  | http://bhandara.gov.in/                                     |
| BI   | Beed           | Beed       | 2.159.841       | 10.693     | 202                  | http://beed.nic.in/                                         |
| BU   | Buldana        | Buldhana   | 2.226.328       | 9.661      | 230                  | http://buldhana.nic.in/                                     |
| CH   | Chandrapur     | Chandrapur | 2.077.909       | 11.443     | 182                  | http://chanda.nic.in/                                       |
| DH   | Dhule          | Dhule      | 1.708.993       | 8.095      | 211                  | http://dhule.gov.in/                                        |
| GA   | Gadchiroli     | Gadchiroli | 969.960         | 14.412     | 67                   | http://gadchiroli.nic.in/                                   |
| GO   | Gondiya        | Gondiya    | 1.200.151       | 5.431      | 221                  | http://gondia.gov.in/                                       |
| HI   | Hingoli        | Hingoli    | 986.717         | 4.526      | 218                  | http://hingoli.gov.in/                                      |
| JG   | Jalgaon        | Jalgaon    | 3.679.936       | 11.765     | 313                  | http://jalgaon.nic.in/                                      |
| JN   | Jalna          | Jalna      | 1.612.357       | 7.718      | 209                  | http://jalna.nic.in/                                        |
| KO   | Kolhapur       | Kolhapur   | 3.515.413       | 7.685      | 457                  | http://kolhapur.nic.in/                                     |
| LA   | Latur          | Latur      | 2.078.237       | 7.157      | 290                  | http://latur.nic.in/                                        |
| MC   | Mumbai Ciutat  | —          | 3.326.837       | 69         | 48.215               | http://mumbaicity.gov.in/                                   |
| MU   | Mumbai Suburbà | Bandra     | 8.587.561       | 534        | 16.082               | http://mumbaisuburban.gov.in/                               |
| NB   | Nandurbar      | Nandurbar  | 1.309.135       | 5.055      | 259                  | http://nandurbar.nic.in/                                    |
| ND   | Nanded         | Nanded     | 2.868.158       | 10.528     | 272                  | http://nanded.nic.in/                                       |
| NG   | Nagpur         | Nagpur     | 4.051.444       | 9.892      | 410                  | http://nagpur.nic.in/                                       |
| NS   | Nasik          | Nashik     | 4.987.923       | 15.539     | 321                  | http://nashik.nic.in/                                       |
| OS   | Osmanabad      | Osmanabad  | 1.472.256       | 7.569      | 195                  | http://osmanabad.nic.in/                                    |
| PA   | Parbhani       | Parbhani   | 1.491.109       | 6.511      | 229                  | http://parbhani.gov.in/                                     |
| PU   | Poona          | Poona      | 7.224.224       | 15.643     | 462                  | http://pune.gov.in/                                         |
| RG   | Raigad         | Alibag     | 2.205.972       | 7.152      | 308                  | http://raigad.nic.in/                                       |
| RT   | Ratnagiri      | Ratnagiri  | 1.696.482       | 8.208      | 207                  | http://ratnagiri.gov.in/                                    |
| SI   | Sindhudurg     | Oras       | 861.672         | 5.207      | 165                  | http://sindhudurg.gov.in/                                   |
| SN   | Sangli         | Sangli     | 2.581.835       | 8.572      | 301                  | http://sangli.gov.in/                                       |
| SO   | Sholapur       | Solapur    | 3.855.383       | 14.895     | 259                  | http://solapur.gov.in/                                      |
| ST   | Satara         | Satara     | 2.796.906       | 10.475     | 267                  | http://satara.gov.in/ Arxivat 2020-11-13 a Wayback Machine. |
| TH   | Thana          | Thane      | 8.128.833       | 9.558      | 850                  | http://thane.gov.in/                                        |
| WR   | Wardha         | Wardha     | 1.230.640       | 6.309      | 195                  | http://wardha.gov.in/                                       |
| WS   | Washim         | Washim     | 1.019.725       | 5.155      | 198                  | http://washim.gov.in/                                       |
| YA   | Yavatmal       | Yavatmal   | 2.460.482       | 13.582     | 181                  | http://yavatmal.nic.in/                                     |

### Manipur (MN)
| Codi | Districte     | Seu           | Població (2001) | Area (km²) | Densitat (hab. /km²) | Lloc web oficial                               |
| BI   | Bishnupur     | Bishnupur     | 205.907         | 496        | 415                  | http://ukhrul.nic.in/                          |
| CC   | Churachandpur | Churachandpur | 228.707         | 4.574      | 50                   | http://churachandpur.nic.in/                   |
| CD   | Chandel       | Chandel       | 122.714         | 3.317      | 37                   | http://chandel.nic.in/                         |
| EI   | Imphal East   | Porompat      | 393.780         | 710        | 555                  | http://porompat.nic.in/%5BEnllaç+no+actiu%5D   |
| SE   | Senapati      | Senapati      | 379.214         | 3.269      | 116                  | http://Senapati.nic.in/                        |
| TA   | Tamenglong    | Tamenglong    | 111.493         | 1.44.460   | 25                   | http://tamenglong.nic.in/                      |
| TH   | Thoubal       | Thoubal       | 366.341         | 514        | 713                  | http://thoubal.nic.in/                         |
| UK   | Ukhrul        | Ukhrul        | 140.946         | 4.547      | 31                   | http://ukhrul.nic.in/                          |
| WI   | Imphal West   | Lamphelpat    | 439.532         | 519        | 847                  | http://lamphelpat.nic.in/%5BEnllaç+no+actiu%5D |

### Meghalaya (ML)
| Codi | Districte        | Seu          | Població (2001) | Area (km²) | Densitat (hab. /km²) | Lloc web oficial                                                   |
| EG   | East Garo Hills  | Williamnagar | 247.555         | 2.603      | 95                   | http://eastgarohills.nic.in/ Arxivat 2008-06-15 a Wayback Machine. |
| EK   | East Khasi Hills | Shillong     | 660.994         | 2.752      | 240                  | http://eastkhasihills.gov.in/                                      |
| JH   | Jaintia Hills    | Jowai        | 295.692         | 3.819      | 77                   | http://jaintia.nic.in/ Arxivat 2014-03-28 a Wayback Machine.       |
| RB   | Ri Bhoi          | Nongpoh      | 192.795         | 2.378      | 81                   | http://ribhoi.gov.in/                                              |
| SG   | South Garo Hills | Baghmara     | 99.105          | 1.850      | 54                   | http://southgarohills.gov.in/                                      |
| WG   | West Garo Hills  | Tura         | 515.813         | 3.714      | 139                  | http://westgarohills.gov.in/                                       |
| WK   | West Khasi Hills | Nongstoin    | 294.115         | 5.247      | 56                   | http://westkhasihills.gov.in/                                      |

### Mizoram (MZ)
| Codi | Districte | Seu       | Població (2001) | Area (km²) | Densitat (hab. /km²) | Lloc web oficial         |
| AI   | Aizawl    | Aizawl    | 339.812         | 3.577      | 95                   | http://aizawl.nic.in/    |
| CH   | Champhai  | Champhai  | 101.389         | 3.168      | 32                   | http://champhai.nic.in/  |
| KO   | Kolasib   | Kolasib   | 60.977          | 1.386      | 44                   | http://kolasib.nic.in/   |
| LA   | Lawngtlai | Lawngtlai | 73.050          | 2.519      | 29                   | http://lawngtlai.nic.in/ |
| LU   | Lunglei   | Lunglei   | 137.155         | 4.572      | 30                   | http://lunglei.nic.in/   |
| MA   | Mamit     | Mamit     | 62.313          | 2.967      | 21                   | http://mamit.nic.in/     |
| SA   | Saiha     | Saiha     | 60.823          | 1.414      | 43                   | http://saiha.nic.in/     |
| SE   | Serchhip  | Serchhip  | 55.539          | 1.424      | 39                   | http://serchhip.nic.in/  |

### Nagaland (NL)
| Codi | Districte  | Seu        | Població (2001) | Area (km²) | Densitat (hab. /km²) | Lloc web oficial                                           |
| DI   | Dimapur    | Dimapur    | 308.382         | 926        | 333                  | http://dimapur.nic.in/                                     |
| KO   | Kohima     | Kohima     | 314.366         | 3.113      | 101                  | http://kohima.nic.in/                                      |
| MK   | Mokokchung | Mokokchung | 227.230         | 1.615      | 141                  | http://mokokchung.nic.in/                                  |
| MN   | Mon        | Mon        | 259.604         | 1.786      | 145                  | http://mon.nic.in/                                         |
| PH   | Phek       | Phek       | 148.246         | 2.026      | 73                   | http://phek.nic.in/                                        |
| TU   | Tuensang   | Tuensang   | 414.801         | 4.228      | 98                   | http://tuensang.nic.in/                                    |
| WO   | Wokha      | Wokha      | 161.098         | 1.628      | 99                   | http://wokha.nic.in/ Arxivat 2014-03-10 a Wayback Machine. |
| ZU   | Zunheboto  | Zunheboto  | 154.909         | 1.255      | 123                  | http://zunheboto.nic.in/                                   |

### Orissa (OR)
| Codi | Districte     | Seu            | Població (2001) | Area (km²) | Densitat (hab. /km²) | Lloc web oficial          |
| AN   | Angul         | Angul          | 1.139.341       | 6.347      | 180                  |                           |
| BD   | Boudh         | Boudh          | 373.038         | 4.289      | 87                   |                           |
| BH   | Bhadrak       | Bhadrak        | 1.332.249       | 2.788      | 478                  |                           |
| BL   | Bolangir      | Balangir       | 1.335.760       | 6.552      | 204                  |                           |
| BR   | Bargarh       | Bargarh        | 1.345.601       | 5.832      | 231                  |                           |
| BW   | Balasore      | Balasore       | 2.023.056       | 3.706      | 546                  |                           |
| CU   | Cuttack       | Cuttack        | 2.340.686       | 3.915      | 598                  |                           |
| DE   | Deogarh       | Deogarh        | 274.095         | 2.781      | 99                   |                           |
| DH   | Dhenkanal     | Dhenkanal      | 1.065.983       | 4.597      | 232                  |                           |
| GN   | Ganjam        | Chhatrapur     | 3.136.937       | 8.033      | 391                  | http://ganjam.nic.in/     |
| GP   | Gajapati      | Paralakhemundi | 518.448         | 3.056      | 170                  |                           |
| JH   | Jharsuguda    | Jharsuguda     | 509.056         | 2.202      | 231                  |                           |
| JP   | Jajpur        | Jajpur         | 1.622.868       | 2.885      | 563                  |                           |
| JS   | Jagatsinghpur | Jagatsinghpur  | 1.056.556       | 1.759      | 601                  |                           |
| KH   | Khurdha       | Khurda         | 1.874.405       | 2.888      | 649                  |                           |
| KJ   | Kendujhar     | Keonjhar       | 1.561.521       | 8.336      | 187                  |                           |
| KL   | Kalahandi     | Bhawanipatna   | 1.334.372       | 8.197      | 163                  | http://kalahandi.nic.in/  |
| KN   | Kandhamal     | Phulbani       | 647.912         | 6.004      | 108                  | http://kandhamal.nic.in/  |
| KO   | Koraput       | Koraput        | 1.177.954       | 8.534      | 138                  |                           |
| KP   | Kendrapara    | Kendrapara     | 1.301.856       | 2.546      | 511                  |                           |
| ML   | Malkangiri    | Malkangiri     | 480.232         | 6.115      | 79                   |                           |
| MY   | Mayurbhanj    | Baripada       | 2.221.782       | 10.418     | 213                  | http://mayurbhanj.nic.in/ |
| NB   | Nabarangpur   | Nabarangapur   | 1.018.171       | 5.135      | 198                  |                           |
| NU   | Nuapada       | Nuapada        | 530.524         | 3.408      | 156                  |                           |
| NY   | Nayagarh      | Nayagarh       | 863.934         | 3.954      | 218                  |                           |
| PU   | Puri          | Puri           | 1.498.604       | 3.055      | 491                  |                           |
| RA   | Rayagada      | Rayagada       | 823.019         | 7.585      | 109                  |                           |
| SA   | Sambalpur     | Sambalpur      | 928.889         | 6.702      | 139                  |                           |
| SO   | Sonepur       | Sonpur         | 540.659         | 2.284      | 237                  |                           |
| SU   | Sundargarh    | Sundargarh     | 1.829.412       | 9.942      | 184                  | http://sundergarh.nic.in/ |

### Pondicherry (PY)
| Codi | Districte   | Seu         | Població (2001) | Area (km²) | Densitat (hab. /km²) | Lloc web oficial                                           |
| KA   | Karaikal    | Karaikal    | 170.640         | 160        | 1.067                | http://Karaikal.gov.in/                                    |
| MA   | Mahe        | Mahe        | 36.823          | 9          | 4.091                | http://mahe.gov.in/                                        |
| PO   | Pondicherry | Pondicherry | 735.004         | 293        | 2.509                | http://puducherry.nic.in/%5BEnllaç+no+actiu%5D             |
| YA   | Yanam       | Yanam       | 31.362          | 30         | 1.045                | http://yanam.nic.in/ Arxivat 2005-01-30 a Wayback Machine. |

### Panjab (PB)
| Codi | Districte       | Seu             | Població (2001) | Area (km²) | Densitat (hab. /km²) | Lloc web oficial                                                |
| AM   | Amritsar        | Amritsar        | 3.074.207       | 5.075      | 606                  | http://amritsar.nic.in/                                         |
| BA   | Bathinda        | Bathinda        | 1.181.236       | 3.377      | 350                  | http://bathinda.nic.in/                                         |
| FI   | Firozpur        | Firozpur        | 1.744.753       | 5.865      | 297                  | http://ferozepur.nic.in/                                        |
| FR   | Faridkot        | Faridkot        | 552.466         | 1.472      | 375                  | http://faridkot.nic.in/                                         |
| FT   | Fatehgarh Sahib | Fatehgarh Sahib | 539.751         | 1.180      | 457                  | http://fatehgarhsahib.nic.in/                                   |
| GU   | Gurdaspur       | Gurdaspur       | 2.096.889       | 3.570      | 587                  | http://gurdaspur.nic.in/                                        |
| HO   | Hoshiarpur      | Hoshiarpur      | 1.478.045       | 3.310      | 447                  | http://hoshiarpur.nic.in/                                       |
| JA   | Jalandhar       | Jalandhar       | 1.953.508       | 2.658      | 735                  | http://jalandhar.nic.in/                                        |
| KA   | Kapurthala      | Kapurthala      | 752.287         | 1.646      | 457                  | http://kapurthala.nic.in/ Arxivat 2010-08-19 a Wayback Machine. |
| LU   | Ludhiana        | Ludhiana        | 3.030.352       | 3.744      | 809                  | http://ludhiana.nic.in/                                         |
| MA   | Mansa           | Mansa           | 688.630         | 2.174      | 317                  | http://mansa.nic.in/                                            |
| MO   | Moga            | Moga            | 886.313         | 1.672      | 530                  | http://moga.nic.in/                                             |
| MU   | Mukatsar        | Mukatsar        | 776.702         | 2.596      | 299                  | http://muktsar.nic.in/                                          |
| NS   | Nawan Shehar    | Nawan Shehar    | 586.637         | 1.258      | 466                  | http://nawanshahr.nic.in/                                       |
| PA   | Patiala         | Patiala         | 1.839.056       | 3.627      | 507                  | http://patiala.nic.in/                                          |
| RU   | Rupnagar        | Rupnagar        | 1.110.000       | 21.117     | 524                  | http://rupnagar.nic.in/                                         |
| SA   | Sangrur         | Sangrur         | 1.998.464       | 5.021      | 398                  | http://sangrur.nic.in/                                          |

### Rajasthan (RJ)
| Codi | Districte      | Seu            | Població (2001) | Area (km²) | Densitat (hab. /km²) | Lloc web oficial                                                   |
| AJ   | Ajmer          | Ajmer          | 2.180.526       | 8.481      | 257                  | http://ajmer.nic.in/ Arxivat 2015-02-09 a Wayback Machine.         |
| AL   | Alwar          | Alwar          | 2.990.862       | 8.380      | 357                  | http://alwar.nic.in/ Arxivat 2012-08-03 a Wayback Machine.         |
| BI   | Bikaner        | Bikaner        | 1.673.562       | 27.244     | 61                   | http://bikaner.nic.in/ Arxivat 2009-05-08 a Wayback Machine.       |
| BM   | Barmer         | Barmer         | 1.963.758       | 28.387     | 69                   | http://barmer.nic.in/ Arxivat 2014-12-18 a Wayback Machine.        |
| BN   | Banswara       | Banswara       | 1.500.420       | 5.037      | 298                  | http://banswara.nic.in/ Arxivat 2015-01-12 a Wayback Machine.      |
| BP   | Bharatpur      | Bharatpur      | 2.098.323       | 5.066      | 414                  | http://bharatpur.nic.in/ Arxivat 2013-05-12 a Wayback Machine.     |
| BR   | Baran          | Baran          | 1.022.568       | 6.955      | 147                  | http://Baran.nic.in/ Arxivat 2009-04-25 a Wayback Machine.         |
| BU   | Bundi          | Bundi          | 961.269         | 5.550      | 173                  | http://bundi.nic.in/ Arxivat 2009-05-01 a Wayback Machine.         |
| BW   | Bhilwara       | Bhilwara       | 2.009.516       | 10.455     | 192                  | http://bhilwara.nic.in/ Arxivat 2009-05-08 a Wayback Machine.      |
| CR   | Churu          | Churu          | 1.922.908       | 16.830     | 114                  | http://churu.nic.in/ Arxivat 2012-02-06 a Wayback Machine.         |
| CT   | Chittorgarh    | Chitor         | 1.802.656       | 10.856     | 166                  | http://chittorgarh.nic.in/ Arxivat 2009-04-09 a Wayback Machine.   |
| DA   | Dausa          | Dausa          | 1.316.790       | 3.429      | 384                  | http://dausa.nic.in/ Arxivat 2008-01-31 a Wayback Machine.         |
| DH   | Dholpur        | Dholpur        | 982.815         | 3.084      | 319                  | http://dholpur.nic.in/ Arxivat 2005-08-29 a Wayback Machine.       |
| DU   | Dungapur       | Dungarpur      | 1.107.037       | 3.770      | 294                  | http://dungapur.nic.in/%5BEnllaç+no+actiu%5D                       |
| GA   | Ganganagar     | Ganganagar     | 1.788.487       | 7.984      | 224                  | http://ganganagar.nic.in/ Arxivat 2012-01-19 a Wayback Machine.    |
| HA   | Hanumangarh    | Hanumangarh    | 1.517.390       | 12.645     | 120                  | http://hanumangarh.nic.in/ Arxivat 2009-04-29 a Wayback Machine.   |
| JJ   | Juhnjhunun     | Jhunjhunun     | 1.913.099       | 5.928      | 323                  | http://juhnjhunun.nic.in/%5BEnllaç+no+actiu%5D                     |
| JL   | Jalore         | Jalore         | 1.448.486       | 10.640     | 136                  | http://jalore.nic.in/ Arxivat 2011-10-07 a Wayback Machine.        |
| JO   | Jodhpur        | Jodhpur        | 2.880.777       | 22.850     | 126                  | http://jodhpur.nic.in/ Arxivat 2013-05-23 a Wayback Machine.       |
| JP   | Jaipur         | Jaipur         | 5.252.388       | 11.152     | 471                  | http://jaipur.nic.in/ Arxivat 2011-07-17 a Wayback Machine.        |
| JS   | Jaisalmer      | Jaisalmer      | 507.999         | 38.401     | 13                   | http://jaisalmer.nic.in/ Arxivat 2009-04-09 a Wayback Machine.     |
| JW   | Jhalawar       | Jhalawar       | 1.180.342       | 6.219      | 190                  | http://jhalawar.nic.in/ Arxivat 2009-04-10 a Wayback Machine.      |
| KA   | Karauli        | Karauli        | 1.205.631       | 5.530      | 218                  | http://karauli.nic.in/ Arxivat 2009-04-10 a Wayback Machine.       |
| KO   | Kota           | Kota           | 1.568.580       | 5.446      | 288                  | http://kota.nic.in/ Arxivat 2009-05-04 a Wayback Machine.          |
| NA   | Nagaur         | Nagaur         | 2.773.894       | 17.718     | 157                  | http://nagaur.nic.in/ Arxivat 2007-12-03 a Wayback Machine.        |
| PA   | Pali           | Pali           | 1.819.201       | 12.387     | 147                  | http://pali.nic.in/ Arxivat 2015-01-12 a Wayback Machine.          |
| PG   | Pratapgarh     | Pratapgarh     | 1.75.867        | 642        | 274                  | http://pratapgarh.nic.in/                                          |
| RA   | Rajsamand      | Rajsamand      | 986.269         | 3.853      | 256                  | http://rajsamand.nic.in/ Arxivat 2007-02-05 a Wayback Machine.     |
| SK   | Sikar          | Sikar          | 2.287.229       | 7.732      | 296                  | http://sikar.nic.in/ Arxivat 2012-02-04 a Wayback Machine.         |
| SM   | Sawai Madhopur | Sawai Madhopur | 1.116.031       | 4.500      | 248                  | http://sawaimadhopur.nic.in/ Arxivat 2013-05-20 a Wayback Machine. |
| SR   | Sirohi         | Sirohi         | 850.756         | 5.136      | 166                  | http://sirohi.nic.in/ Arxivat 2013-04-01 a Wayback Machine.        |
| TO   | Tonk           | Tonk           | 1.211.343       | 7.194      | 168                  | http://tonk.nic.in/ Arxivat 2009-04-10 a Wayback Machine.          |
| UD   | Udaipur        | Udaipur        | 2.632.210       | 13.430     | 196                  | http://udaipur.nic.in/ Arxivat 2009-04-28 a Wayback Machine.       |

### Sikkim (SK)
| Codi | Districte    | Seu     | Població (2001) | Area (km²) | Densitat (hab. /km²) | Lloc web oficial                                             |
| ES   | East Sikkim  | Gangtok | 244.790         | 954        | 257                  | http://esikkim.gov.in/ Arxivat 2013-08-15 a Wayback Machine. |
| NS   | North Sikkim | Mangan  | 41.023          | 4.226      | 10                   | http://nsikkim.gov.in/ Arxivat 2013-08-15 a Wayback Machine. |
| SS   | South Sikkim | Namchi  | 131.506         | 750        | 175                  | http://ssikkim.gov.in/ Arxivat 2013-08-15 a Wayback Machine. |
| WS   | West Sikkim  | Geyzing | 123.174         | 1.166      | 106                  | http://wsikkim.gov.in/ Arxivat 2013-08-15 a Wayback Machine. |

### Tamil Nadu (TN)
| Codi | Districte       | Seu             | Població (2001) | Area (km²) | Densitat (hab. /km²) | Lloc web oficial                                                              |
| AY   | Ariyalur        | Ariyalur        | 698.000         | 3.208      | 322                  | http://municipality.tn.gov.in/Ariyalur/ Arxivat 2009-11-02 a Wayback Machine. |
| CH   | Chennai         | Chennai         | 4.216.268       | 174        | 24.231               | http://www.chennai.tn.nic.in/ Arxivat 2011-04-29 a Wayback Machine.           |
| CO   | Coimbatore      | Coimbatore      | 4.224.107       | 7.469      | 566                  | http://www.coimbatore.tn.nic.in/ Arxivat 2005-08-30 a Wayback Machine.        |
| CU   | Cuddalore       | Cuddalore       | 2.280.530       | 3.999      | 570                  | http://www.cuddalore.tn.nic.in/ Arxivat 2006-02-01 a Wayback Machine.         |
| DH   | Dharmapuri      | Dharmapuri      | 2.833.252       | 4.497      | 294                  | http://www.dharmapuri.tn.nic.in/ Arxivat 2011-07-21 a Wayback Machine.        |
| DI   | Dindigul        | Dindigul        | 1.918.960       | 6.058      | 317                  | http://www.dindigul.tn.nic.in/ Arxivat 2018-12-25 a Wayback Machine.          |
| ER   | Erode           | Erode           | 2.574.067       | 8.209      | 314                  | http://erode.nic.in/                                                          |
| KC   | Kanchipuram     | Kanchipuram     | 2.869.920       | 4.433      | 647                  | http://www.kanchi.tn.nic.in/ Arxivat 2017-09-08 a Wayback Machine.            |
| KK   | Kanyakumari     | Nagercoil       | 1.669.763       | 1.685      | 991                  | http://www.kanyakumari.tn.nic.in/ Arxivat 2021-01-25 a Wayback Machine.       |
| KR   | Karur           | Karur           | 933.791         | 2.896      | 322                  | http://karur.nic.in/                                                          |
| MA   | Madurai         | Madurai         | 2.562.279       | 3.676      | 697                  | http://www.madurai.tn.nic.in/ Arxivat 2019-03-21 a Wayback Machine.           |
| NG   | Nagapattinam    | Nagapattinam    | 1.487.055       | 2.716      | 548                  | http://www.nagapattinam.tn.nic.in/                                            |
| NI   | The Nilgiris    | Udagamandalam   | 764.826         | 2.549      | 300                  | http://nilgiris.nic.in/                                                       |
| NM   | Namakkal        | Namakkal        | 1.495.661       | 3.429      | 436                  | http://namakkal.nic.in/                                                       |
| PE   | Perambalur      | Perambalur      | 486.971         | 1.752      | 278                  | http://www.perambalur.tn.nic.in/ Arxivat 2006-08-13 a Wayback Machine.        |
| PU   | Pudukkottai     | Pudukkottai     | 1.452.269       | 4.651      | 312                  | http://pudukkottai.nic.in/                                                    |
| RA   | Ramanathapuram  | Ramanathapuram  | 1.183.321       | 4.123      | 287                  | http://ramanathapuram.nic.in/                                                 |
| SA   | Salem           | Salem           | 2.992.754       | 5.220      | 573                  | http://salem.nic.in/                                                          |
| SI   | Sivaganga       | Sivaganga       | 1.150.753       | 4.086      | 282                  | http://sivaganga.nic.in/                                                      |
| TP   | Tiruppur        | Tiruppur        | 19.17.033       | 5.106      | 375                  | http://tiruppurcorp.tn.gov.in/ Arxivat 2009-02-12 a Wayback Machine.          |
| TC   | Tiruchirappalli | Tiruchirappalli | 2.388.831       | 4.407      | 542                  | http://tiruchirappalli.nic.in/                                                |
| TH   | Theni           | Theni           | 1.094.724       | 3.066      | 357                  | http://www.theni.tn.nic.in/ Arxivat 2006-08-10 a Wayback Machine.             |
| TI   | Tirunelveli     | Tirunelveli     | 2.801.194       | 6.810      | 411                  | http://www.nellai.tn.nic.in/ Arxivat 2018-07-04 a Wayback Machine.            |
| TJ   | Thanjavur       | Thanjavur       | 2.205.375       | 3.397      | 649                  | http://thanjavur.nic.in/                                                      |
| TK   | Thoothukudi     | Thoothukudi     | 1.565.743       | 4.621      | 339                  | http://thoothukudi.nic.in/                                                    |
| TL   | Tiruvallur      | Tiruvallur      | 2.738.866       | 3.424      | 800                  | http://www.tiruvallur.tn.nic.in/ Arxivat 2011-07-16 a Wayback Machine.        |
| TR   | Thiruvarur      | Thiruvarur      | 1.165.213       | 2.161      | 539                  | http://www.tiruvarur.tn.nic.in/ Arxivat 2006-01-13 a Wayback Machine.         |
| TV   | Tiruvannamalai  | Tiruvannamalai  | 2.181.853       | 6.191      | 352                  | http://www.tiruvannamalai.tn.nic.in/ Arxivat 2011-09-24 a Wayback Machine.    |
| VE   | Vellore         | Vellore         | 3.482.970       | 6.077      | 573                  | http://vellore.nic.in/                                                        |
| VL   | Villupuram      | Villupuram      | 2.943.917       | 7.217      | 408                  | http://www.viluppuram.tn.nic.in/ Arxivat 2006-08-08 a Wayback Machine.        |

### Tripura (TR)
| Codi | Districte     | Seu        | Població (2001) | Area (km²) | Densitat (hab. /km²) | Lloc web oficial                                                  |
| DH   | Dhalai        | Ambassa    | 307.417         | 2.523      | 122                  | http://dhalai.gov.in/                                             |
| NT   | North Tripura | Kailasahar | 590.655         | 2.821      | 209                  | http://northtripura.nic.in/                                       |
| ST   | South Tripura | Udaipur    | 762.565         | 2.152      | 354                  | http://southtripura.nic.in/ Arxivat 2018-04-30 a Wayback Machine. |
| WT   | West Tripura  | Agartala   | 1.530.531       | 2.997      | 511                  | http://westtripura.nic.in/                                        |

### Uttarakhand (UL)
| Codi | Districte         | Seu         | Població (2001) | Area (km²) | Densitat (hab. /km²) | Web Official               |
| AL   | Almora            | Almora      | 630.446         | 3.090      | 204                  | http://almora.nic.in/      |
| BA   | Bageshwar         | Bageshwar   | 249.453         | 2.310      | 108                  | http://bageshwar.nic.in/   |
| CL   | Chamoli           | Gopeshwar   | 369.198         | 7.692      | 48                   | http://chamoli.nic.in/     |
| CP   | Champawat         | Champawat   | 224.461         | 1.781      | 126                  | http://champawat.nic.in/   |
| DD   | Dehradun          | Dehradun    | 1.279.083       | 13.088     | 414                  | http://dehradun.nic.in/    |
| HA   | Hardwar           | Hardwar     | 1.444.213       | 2.360      | 612                  | http://haridwar.nic.in/    |
| NA   | Nainital          | Nainital    | 762.912         | 3.853      | 198                  | http://nainital.nic.in/    |
| PG   | Pauri Garhwal     | Pauri       | 696.851         | 5.438      | 128                  | http://pauri.nic.in/       |
| PI   | Pithoragharh      | Pithoragarh | 462.149         | 7.110      | 65                   | http://pithoragarh.nic.in/ |
| RP   | Rudraprayag       | Rudraprayag | 227.461         | 1.896      | 120                  | http://rudraprayag.nic.in/ |
| TG   | Tehri Garhwal     | New Tehri   | 604.608         | 4.085      | 148                  | http://tehri.nic.in/       |
| US   | Udham Singh Nagar | Rudrapur    | 1.234.548       | 2.912      | 424                  | http://usnagar.nic.in/     |
| UT   | Uttarkashi        | Uttarkashi  | 294.179         | 7.951      | 37                   | http://uttarkashi.nic.in/  |

### Uttar Pradesh (UP)
| Codi | Districte               | Sed           | Població (2001) | Area (km²) | Densitat (hab. /km²) | Lloc web oficial                                                   |
| AG   | Agra                    | Agra          | 3.611.301       | 4.027      | 897                  | http://agra.nic.in/def.asp                                         |
| AH   | Allahabad               | Allahabad     | 4.941.510       | 5.424      | 911                  | http://allahabad.nic.in/                                           |
| AL   | Aligarh                 | Aligarh       | 2.990.388       | 3.747      | 798                  | http://aligarh.nic.in/                                             |
| AN   | Ambedkar Nagar          | Akbarpur      | 2.025.373       | 2.372      | 854                  | http://ambedkarnagar.nic.in/                                       |
| AU   | Auraiya                 | Auraiya       | 1.179.496       | 2.051      | 575                  | http://auraya.nic.in/ Arxivat 2007-09-06 a Wayback Machine.        |
| AZ   | Azamgarh                | Azamgarh      | 3.950.808       | 4.234      | 933                  | http://azamgarh.nic.in/ Arxivat 2010-07-29 a Wayback Machine.      |
| BB   | Barabanki               | Barabanki     | 2.673.394       | 3.825      | 699                  | http://barabanki.nic.in/                                           |
| BD   | Budaun                  | Badaun        | 3.069.245       | 5.168      | 594                  | http://badaun.nic.in/ Arxivat 2011-07-21 a Wayback Machine.        |
| BG   | Bagpat                  | Bagpat        | 1.164.388       | 1.345      | 866                  | http://bagpat.nic.in/                                              |
| BH   | Bahraich                | Bahraich      | 2.384.239       | 5.745      | 415                  | http://behraich.nic.in/ Arxivat 2007-02-06 a Wayback Machine.      |
| BI   | Bijnor                  | Bijnor        | 3.130.586       | 4.561      | 686                  | http://bijnor.nic.in                                               |
| BL   | Ballia                  | Ballia        | 2.752.412       | 2.981      | 923                  | http://ballia.nic.in/                                              |
| BN   | Banda                   | Banda         | 1.500.253       | 4.413      | 340                  | http://banda.nic.in/                                               |
| BP   | Balrampur               | Balrampur     | 1.684.567       | 2.925      | 576                  | http://balrampur.nic.in/                                           |
| BR   | Bareilly                | Bareilly      | 3.598.701       | 4.120      | 873                  | http://bareilly.nic.in/                                            |
| BS   | Basti                   | Basti         | 2.068.922       | 3.034      | 682                  | http://basti.nic.in/                                               |
| BU   | Bulandshahr             | Bulandshahr   | 2.923.290       | 3.719      | 786                  | http://bulandshahar.nic.in/                                        |
| CD   | Chandauli               | Chandauli     | 1.639.777       | 2.554      | 642                  | http://chandauli.nic.in/                                           |
| CT   | Chitrakoot              | Chitrakoot    | 800.592         | 3.202      | 250                  | http://chitrakoot.nic.in/                                          |
| DE   | Deoria                  | Deoria        | 2.730.376       | 2.535      | 1.077                | http://deoria.nic.in/                                              |
| ET   | Etah                    | Etah          | 2.788.270       | 4.446      | 627                  | http://etah.nic.in/                                                |
|      | Kanshiram Nagar         | Kasganj       |                 |            |                      |                                                                    |
| EW   | Etawah                  | Etawah        | 1.340.031       | 2.287      | 586                  | http://etawah.nic.in/                                              |
| FI   | Firozabad               | Firozabad     | 2.045.737       | 2.361      | 866                  | http://firozabad.nic.in/                                           |
| FR   | Farrukhabad             | Fatehgarh     | 1.577.237       | 2.279      | 692                  | http://farrukhabad.nic.in/                                         |
| FT   | Fatehpur                | Fatehpur      | 2.305.847       | 4.152      | 555                  | http://fatehpur.nic.in/                                            |
| FZ   | Faizabad                | Faizabad      | 2.087.914       | 2.765      | 755                  | http://faizabad.nic.in/ Arxivat 2011-09-03 a Wayback Machine.      |
| GB   | Gautam Buddha Nagar     | Noida         | 1.191.263       | 1.269      | 939                  | http://gbnagar.nic.in/                                             |
| GN   | Gonda                   | Gonda         | 2.765.754       | 4.425      | 625                  | http://gonda.nic.in/                                               |
| GP   | Ghazipur                | Ghazipur      | 3.049.337       | 3.377      | 903                  | http://ghazipur.nic.in/                                            |
| GR   | Gorkakhpur              | Gorakhpur     | 3.784.720       | 3.325      | 1.138                | http://gorakhpur.nic.in/                                           |
| GZ   | Ghaziabad               | Ghaziabad     | 3.289.540       | 1.956      | 1.682                | http://ghaziabad.nic.in/                                           |
| HM   | Hamirpur                | Hamirpur      | 1.042.374       | 4.325      | 241                  | http://hamirpur.nic.in/                                            |
| HR   | Hardoi                  | Hardoi        | 3.397.414       | 5.986      | 568                  | http://hardoi.nic.in/                                              |
| HT   | Mahamaya Nagar          | Hathras       | 1.333.372       | 1.752      | 761                  | http://hathras.nic.in/                                             |
| JH   | Jhansi                  | Jhansi        | 1.746.715       | 5.024      | 348                  | http://jhansi.nic.in/                                              |
| JL   | Jalaun                  | Orai          | 1.455.859       | 4.565      | 319                  | http://jalaun.nic.in/                                              |
| JP   | Jyotiba Rao Phule Nagar | Amroha        | 1.499.193       | 2.321      | 646                  | http://jpnagar.nic.in/ Arxivat 2016-03-12 a Wayback Machine.       |
| JU   | Jaunpur                 | Jaunpur       | 3.911.305       | 4.038      | 969                  | http://jaunpur.nic.in/                                             |
| KD   | Kanpur Dehat            | Akbarpur      | 1.584.037       | 3.143      | 504                  | http://kanpurdehat.nic.in                                          |
| KJ   | Kannauj                 | Kannauj       | 1.385.227       | 1.993      | 695                  | http://kannauj.nic.in/                                             |
| KN   | Kanpur Nagar            | Kanpur        | 4.137.489       | 3.029      | 1.366                | http://kanpurnagar.nic.in/                                         |
| KS   | Kaushambi               | Manjhanpur    | 1.294.937       | 1.837      | 705                  | http://kaushambhi.nic.in/ Arxivat 2016-05-13 a Wayback Machine.    |
| KU   | Kushinagar              | Padarauna     | 2.891.933       | 2.909      | 994                  | http://kushinagar.nic.in/                                          |
| LA   | Lalitpur                | Lalitpur      | 977.447         | 5.039      | 194                  | http://lalitpur.nic.in/                                            |
| LK   | Lakhimpur Kheri         | Kheri         | 3.200.137       | 7.680      | 417                  | http://kheri.nic.in/                                               |
| LU   | Lucknow                 | Lucknow       | 3.681.416       | 2.528      | 1.456                | http://lucknow.nic.in/                                             |
| MB   | Mau                     | Mau           | 1.849.294       | 1.713      | 1.080                | http://mau.nic.in/                                                 |
| ME   | Meerut                  | Meerut        | 3.001.636       | 2.522      | 1.190                | http://meerut.nic.in/                                              |
| MG   | Maharajganj             | Maharajganj   | 2.167.041       | 2.948      | 735                  | http://maharajganj.nic.in/                                         |
| MH   | Mahoba                  | Mahoba        | 708.831         | 2.847      | 249                  | http://mahoba.nic.in/                                              |
| MI   | Mirzapur                | Mirzapur      | 2.114.852       | 4.522      | 468                  | http://mirzapur.nic.in/                                            |
| MO   | Moradabad               | Moradabad     | 3.749.630       | 3.648      | 1.028                | http://moradabad.nic.in/                                           |
| MP   | Mainpuri                | Mainpuri      | 1.592.875       | 2.760      | 577                  | http://mainpuri.nic.in/                                            |
| MT   | Mathura                 | Mathura       | 2.069.578       | 3.333      | 621                  | http://mathura.nic.in/                                             |
| MU   | Muzaffarnagar           | Muzaffarnagar | 3.541.952       | 4.008      | 884                  | http://muzaffarnagar.nic.in/                                       |
| PI   | Pilibhit                | Pilibhit      | 1.643.788       | 3.499      | 470                  | http://www.pilibhit.nic.in/ Arxivat 2018-05-04 a Wayback Machine.  |
| PR   | Pratapgarh              | Pratapgarh    | 2.727.156       | 3.717      | 734                  | http://pratapgarh.nic.in/                                          |
| RA   | Rampur                  | Rampur        | 1.922.450       | 2.367      | 812                  | http://rampur.nic.in/                                              |
| RB   | Rae Bareli              | Rae Bareli    | 2.872.204       | 4.609      | 623                  | http://raebareli.nic.in/                                           |
| SA   | Saharanpur              | Saharanpur    | 2.848.152       | 3.689      | 772                  | http://saharanpur.nic.in/                                          |
| SI   | Sitapur                 | Sitapur       | 3.616.510       | 5.743      | 630                  | http://sitapur.nic.in/                                             |
| SJ   | Shahjahanpur            | Shahjahanpur  | 2.549.458       | 4.575      | 557                  | http://shahjahanpur.nic.in/                                        |
| SK   | Sant Kabir Nagar        | Khalilabad    | 1.424.500       | 1.442      | 988                  | http://sknagar.nic.in/                                             |
| SN   | Siddharthnagar          | Navgarh       | 2.038.598       | 2.751      | 741                  | http://sidharthnagar.nic.in/ Arxivat 2018-10-23 a Wayback Machine. |
| SO   | Sonbhadra               | Robertsganj   | 1.463.468       | 6.788      | 216                  | http://sonbhadra.nic.in/                                           |
| SR   | Sant Ravidas Nagar      | Gyanpur       | 1.352.056       | 960        | 1.408                | http://srdnagar.nic.in/ Arxivat 2011-08-27 a Wayback Machine.      |
| SU   | Sultanpur               | Sultanpur     | 3.190.926       | 4.436      | 719                  | http://sultanpur.nic.in                                            |
| SV   | Shravasti               | Shravasti     | 1.175.428       | 1.126      | 1.044                | http://shravasti.nic.in/                                           |
| UN   | Unnao                   | Unnao         | 2.700.426       | 4.558      | 592                  | http://unnao.nic.in/                                               |
| VA   | Varanasi                | Varanasi      | 3.147.927       | 1.578      | 1.995                | http://varanasi.nic.in/                                            |

### Bengala Occidental (WB)
| Codi | Districte         | Seu            | Població (2001) | Area (km²) | Densitat (hab. /km²) | Lloc web oficial                                                 |
| BI   | Birbhum           | Suri           | 3.012.546       | 4.545      | 663                  | http://birbhum.gov.in/                                           |
| BN   | Bankura           | Bankura        | 3.191.822       | 6.882      | 464                  | http://bankura.nic.in/ Arxivat 2009-04-28 a Wayback Machine.     |
| BR   | Bardhaman         | Bardhaman      | 6.919.698       | 7.024      | 985                  | http://bardhaman.nic.in/                                         |
| DA   | Darjeeling        | Darjeeling     | 1.605.900       | 3.149      | 510                  | http://darjeeling.gov.in/                                        |
| DD   | Dakshin Dinajpur  | Balurghat      | 1.502.647       | 2.183      | 688                  | http://ddinajpur.nic.in/                                         |
| HG   | Hooghly           | Hugli-Chuchura | 5.040.047       | 3.149      | 1.601                | http://hooghly.nic.in/                                           |
| HR   | Howrah            | Howrah         | 4.274.010       | 1.467      | 2.913                | http://howrah.gov.in/                                            |
| JA   | Jalpaiguri        | Jalpaiguri     | 3.403.204       | 6.227      | 547                  | http://jalpaiguri.nic.in/                                        |
| KB   | Cooch Behar       | Cooch Behar    | 2.478.280       | 3.387      | 732                  | http://coochbehar.gov.in/ Arxivat 2011-07-23 a Wayback Machine.  |
| KO   | Kolkata           | Kolkata        | 4.580.544       | 185        | 24.760               | http://kolkata.gov.in/%5BEnllaç+no+actiu%5D                      |
| MA   | Malda             | English Bazar  | 3.290.160       | 3.733      | 881                  | http://malda.nic.in/                                             |
| ME   | Midnapore         | Midnapore      | 9.638.473       | 14.081     | 685                  | http://paschimmedinipur.gov.in/                                  |
| MU   | Murshidabad       | Baharampur     | 5.863.717       | 5.324      | 1.101                | http://murshidabad.gov.in/ Arxivat 2014-07-16 a Wayback Machine. |
| NA   | Nadia             | Krishnanagar   | 4.603.756       | 3.927      | 1.172                | http://nadia.nic.in/                                             |
| PN   | North 24 Parganas | Barasat        | 8.930.295       | 4.095      | 2.181                | http://north24parganas.nic.in/                                   |
| PS   | South 24 Parganas | Alipore        | 6.909.015       | 9.955      | 694                  | http://s24pgs.gov.in/                                            |
| PU   | Purulia           | Purulia        | 2.535.233       | 6.259      | 405                  | http://purulia.gov.in/                                           |
| UD   | Uttar Dinajpur    | Raiganj        | 2.441.824       | 3.180      | 768                  | http://uttardinajpur.nic.in/                                     |